# Minuskuł 42
Minuskuł 42 (wedle numeracji Gregory–Aland), α107 (Von Soden), znany jako Codex Maedicaeus – grecki rękopis Nowego Testamentu pisany minuskułą na pergaminie, datowany metodą paleograficzną na XI wiek. Posiada marginalia.

## Opis
Kodeks zawiera tekst Dziejów Apostolskich, Listów powszechnych, Pawła oraz tekst Apokalipsy. Tekst mieści się na 303 kartach pergaminu (20,5 × 15 cm), z pewnymi lakunami (Dz 2,2-34; 2 P 1,2; 1 Jana 5,11-21; Ap 18,3-13). Tekst rękopisu pisany jest jedną kolumną na stronę, 22-23 wiersze w kolumnie.
Zgodnie z zapisem na końcu Listu do Rzymian, został on napisany προς Ρωμαιους εγραφη απο Κορινθου δια Φοιβης της διακονου (Do Rzymian napisany w Koryncie przez diakonisę Febę); to samo odniesienie pojawia się w rękopisach: 90, 216, 339, 462, 466 *, 642.

## Tekst
Kurt Aland nie przypisał greckiego tekstu rękopisu do żadnej kategorii.
Jego tekst jest podobny do minuskułu 51 i Poliglocie kompluteńskiej.
Według Scrivenera tenże kodeks zawiera wiele wariantów bliskich dla 1, 13, 33, ale jego autorytet jest mniejszej wagi.
W Apokalipsie 8,13 znajduje się unikalny wariant, mianowicie „ἀγγέλου ὡς ἀετοῦ” (anioł jak orzeł).

## Historia
Paleograficznie rękopis datowany jest przez INTF na wiek XI.
Kodeks został wykorzystany przez Ludolpha Kustera w Novum Testamentum z 1710. John Mill zauważył jego podobieństwo tekstualne do Codex Angelicus. Nicholas Westermann skolacjonował tekst minuskułu. Kodeks został wykorzystany przez Denisa Amelote w jego tłumaczeniu Nowego Testamentu.
Został on wciągnięty na listę manuskryptów Nowego Testamentu przez Wettsteina. C.R. Gregory widział go w 1891 roku.
Obecnie jest przechowywany w Archiwum miejskim we Frankfurcie nad Odrą (Gr. 24) we Frankfurcie nad Odrą.